# Vochysia schwackeana
Vochysia schwackeana är en tvåhjärtbladig växtart som beskrevs av Johannes Eugen ius Bülow Warming. Vochysia schwackeana ingår i släktet Vochysia och familjen Vochysiaceae. Utöver nominatformen finns också underarten V. s. glabra.